# Żeglarstwo na Igrzyskach Śródziemnomorskich 2009
Żeglarstwo na Igrzyskach Śródziemnomorskich 2009 odbyło się w dniach 28 czerwca – 4 lipca na wodach przy porcie Porto Turistico w Pescarze. W tabeli medalowej zwyciężyli Francuzi, którzy zdobyli 5 medali (2 złote, 1 srebrny oraz 2 brązowe).

## Medaliści[1]

### Mężczyźni
| Klasa | Złoto                                | Wynik | Srebro                    | Wynik | Brąz                           | Wynik |
| Laser | Jean Baptiste Bernaz                 | 26.0  | Tonci Stipanovic          | 26.0  | Evangelos Cheimonas            | 28.0  |
| 470   | Gabrio Zandonà Francesco della Torre | 22.0  | Sime Fantela Igor Marenić | 27.0  | Pierre Leboucher Vincent Garos | 31.0  |

### Kobiety
| Klasa        | Złoto                       | Wynik | Srebro                          | Wynik | Brąz                             | Wynik |
| Laser Radial | Sophie De Turckheim         | 7.0   | Tina Melic                      | 22.0  | Susana Romero Steensma           | 23.0  |
| 470          | Giulia Conti Giovanna Micol | 9.0   | Ingrid Petitjean Nadege Douroux | 22.0  | Camille Lecointre Mathilde Geron | 31.0  |

## Tabela medalowa
| Pozycja | Państwo   |   |   |   | Totale |
| ------- | --------- | - | - | - | ------ |
| 1       | Francja   | 2 | 1 | 2 | 5      |
| 2       | Włochy    | 2 | 0 | 0 | 2      |
| 3       | Chorwacja | 0 | 3 | 0 | 3      |
| 4       | Grecja    | 0 | 0 | 1 | 1      |
| 4       | Hiszpania | 0 | 0 | 1 | 1      |
| Łącznie | Łącznie   | 4 | 4 | 4 | 12     |